# Otto Büttner (Radsportler)
Otto Büttner (* 18. September 1893 in Peine; † nach 1929) war ein deutscher Radrennfahrer und nationaler Meister im Radsport.

## Sportliche Laufbahn
Büttner war im Straßenradsport aktiv. Er startete für den Verein Staubwolke Peine, der Mitglied in der Deutschen Radfahrer-Union (DRU) war. 1919 kam er im Großen Straßenpreis von Hannover und bei Berlin–Hamburg auf den zweiten Platz. Im Niedersachsenpreis wurde er Dritter.
1920 wurde er Berufsfahrer. Bei Berlin–Leipzig–Berlin wurde er in seiner ersten Profisaison Dritter. Bei Rund um Hannover 1921 wurde er ebenfalls Dritter. Im Großen Preis von Deutschland 1922 (einem Vorläufer der Deutschland-Rundfahrt) kam er auf den neunten Platz. 1925 wurde er hinter Felix Seidel Zweiter bei Rund um Leipzig sowie als Wertpreisfahrer (Amateur) Straßenmeister der DRU vor Ernst Preuß. 1927  wurde er mit der Mannschaft des BRC Alberto 07 Berlin Mannschaftsmeister und 1928 mit dem RC Opel Berlin. 1929 startete er bei Berlin–Cottbus–Berlin.